# Peuples de la mer
Les Égyptiens anciens appelaient « peuples de la mer » (plus littéralement Gens des pays étrangers de la Mer, en égyptien ancien : nȝ ḫȝt.w n pȝ ym) des groupes de différents peuples venus par la mer Méditerranée attaquer par deux fois au moins, mais sans succès, la région du delta du Nil, sous les règnes de Mérenptah et de Ramsès III, à la fin du XIIIe siècle et au début du XIIe siècle avant notre ère, à la fin de l'âge du bronze récent (période du Nouvel Empire).
On identifiait parmi eux les Lukkas (Lyciens ?), Pelesets (Philistins ?), Aqweshs/Denyens (Grecs ?), Shardanes (Sardes ?) et Shekeleshs (Sicules ?), entre autres. Certains de ces peuples sont présents dans les textes provenant de régions plus au nord, sur les côtes d'Anatolie méridionale et du Levant, où ils mettent à mal les royaumes dominés par les Hittites et prennent part à leur chute. Certains d'entre eux s'installent ensuite au Proche-Orient, les plus connus étant les Philistins, qui font souche au sud du Levant et qui sont souvent évoqués dans la Bible en tant qu'ennemis mortels des Israélites.
Les migrations des peuples de la mer, souvent citées comme responsables de la destruction de nombreux sites côtiers de la Méditerranée orientale au début du XIIe siècle avant notre ère, suscitent des interprétations très variées. Ces événements sont perçus comme faisant partie du processus d'effondrement des puissances dominantes au Proche-Orient et en Méditerranée orientale à la fin de l'âge du bronze tardif. Mais il reste difficile de dater précisément les destructions observées sur les sites de la période et d'en déterminer les causes. En raison des lacunes des sources textuelles et des nombreuses difficultés posées par leur interprétation, les mécanismes et les motivations de ces migrations restent largement obscurs pour les chercheurs.

## Origine de l'expression
L'expression « peuples de la mer » trouve son origine dans un texte publié en 1855 par l'égyptologue Emmanuel de Rougé qui décrit les vestiges du second pylône du temple de Médinet Habou, :

« On a depuis longtemps rapproché ces Kefa, avec vraisemblance, des Caphtorim de la Bible, auxquels Gesenius, avec la plupart des interprètes, assigne pour résidence les îles de Crète ou de Chypre. Les habitants de l'île de Chypre durent nécessairement prendre parti dans cette guerre ; peut-être les Kefas étaient-ils alors les alliés de l'Égypte. En tout cas, notre inscription ne détaille pas les noms de ces peuples, venus des îles de la Méditerranée. Champollion a fait remarquer que les T'akkaris (qu'il nomme Fekkaros […]) et les Schartanas étaient reconnaissables, dans les vaisseaux ennemis, à leurs coiffures singulières. De plus, dans les écussons des peuples vaincus, les Schartanas et les Touiraschs portent la désignation de peuples de la mer. Il est donc probable qu'ils appartiennent à ces nations venues des îles ou des côtes de l'Archipel. Les Rabous sont encore reconnaissables parmi les prisonniers »

— Emmanuel de Rougé.
Gaston Maspero, successeur d'Emmanuel de Rougé au Collège de France, a popularisé l'expression « peuples de la mer » et lui a associé la théorie de leur migration. Il a évoqué cette hypothèse en 1873 dans la Revue critique d'histoire et de littérature, puis l'a développée en 1895 dans son Histoire ancienne des peuples de l'Orient classique,.

## La situation avant les attaques
Les sources égyptiennes évoquant explicitement les attaques des peuples de la mer sont des inscriptions des règnes de Mérenptah et de Ramsès III. Ce sont les périodes de la plus forte manifestation de ces groupes de populations, si on y ajoute les témoignages des textes contemporains d'Ougarit, datés du règne d'Ammourapi, et du fait que les destructions attestées sur les sites archéologiques du Levant sont datables du XIIe siècle.
Il est néanmoins possible de trouver dans des sources antérieures des attestations des futurs peuples de la mer, ce qui permet une meilleure interprétation du phénomène et relativise sa soudaineté.

### Contexte géopolitique: la Méditerranée orientale à la fin de l'âge du bronze récent

La situation géopolitique du Moyen-Orient vers 1275 avant notre ère, à la veille des attaques des peuples de la mer.

La partie orientale de la mer Méditerranée est un monde où les relations interrégionales sont de plus en plus actives, et bien connues grâce aux archives diplomatiques exhumées à Amarna en Égypte, l'éphémère capitale d'Akhenaton, à celles de Boğazkale en Turquie où se trouvent les ruines de l'ancienne capitale hittite, Hattusa, et enfin aux textes diplomatiques et commerciaux de Ras Shamra en Syrie, l'antique port d'Ougarit.
Aux XIVe siècle et XIIIe siècle, plusieurs grandes puissances politiques sont riveraines de la mer Méditerranée. Au sud et au sud-est, l'Égypte du Nouvel Empire a établi sa domination sur la partie sud du Levant (principautés de Canaan, cités portuaires de Byblos, Tyr et Sidon). Au nord, il est confronté à l'autre grande puissance, les Hittites, qui dominent une grande partie de l'Anatolie et sont suzerains de plusieurs royaumes du Nord du Levant (Ougarit, Amurru, Qadech, Alep, etc.). Entre ces deux sphères d'influence, l'île de Chypre, dont au moins une partie est dominée par le royaume d'Alashiya, reste indépendante et a une place importante dans le concert international en raison de ses ressources importantes en cuivre.
Les Hittites ont également étendu leur influence vers l'ouest anatolien en direction de la mer Égée, soumettant au passage les pays d'Arzawa et plusieurs autres régions voisines. Ces territoires occidentaux se sont révélés être particulièrement difficiles à contrôler, un vent de révolte les parcourant en permanence. Celui-ci est parfois attisé par un autre puissant royaume que les sources hittites mentionnent sur le littoral oriental de l'Égée, l'Ahhiyawa. On l'identifie couramment à la puissance politique dominant la Grèce mycénienne, peut-être centrée sur Mycènes, mais cela reste incertain en l'absence de sources plaidant en faveur de cette interprétation en Grèce même,.

### Relations maritimes et piraterie avant la période des peuples de la mer

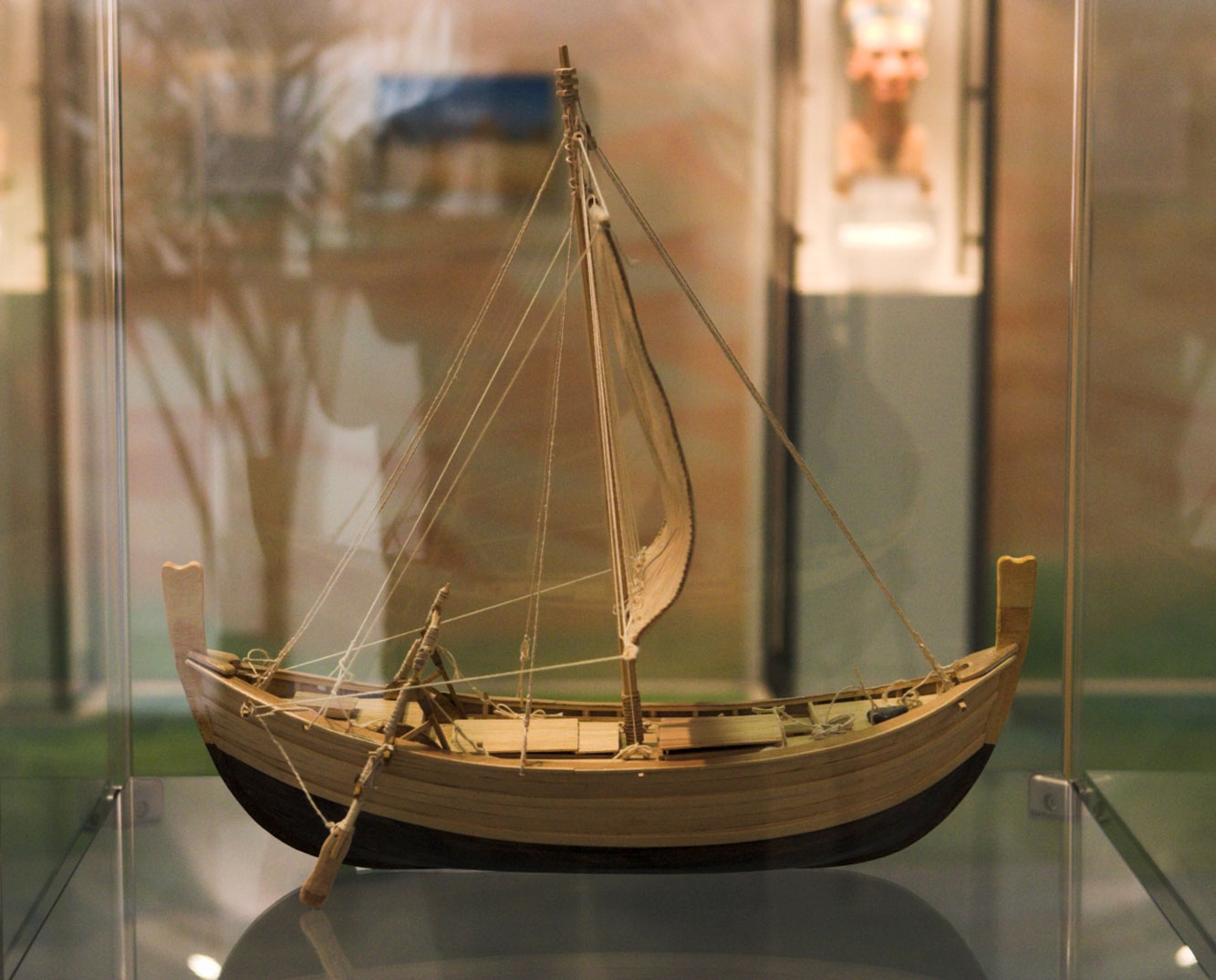
Maquette du bateau échoué à Uluburun, un de ceux traversant l'est du bassin méditerranéen à la fin de l'âge du bronze.

Si la Méditerranée orientale n'est pas encore parcourue comme elle devait l'être quelques siècles plus tard par les réseaux d'échanges maritimes phéniciens et grecs, elle connaît au bronze récent un relatif essor des relations maritimes. C'est le fait du développement de plusieurs régions qui la bordent, à commencer par le monde égéen des Minoens et des Mycéniens, qui devient un partenaire plus important de l'Égypte, de l'Anatolie et du Proche-Orient. Cet essor est attesté par les produits circulant entre ces régions, mis au jour lors de fouilles archéologiques. Il l'est aussi par la découverte de l'épave d'Uluburun, au large de la Lycie (Sud de la Turquie actuelle). Elle contenait des objets provenant de Chypre (cuivre), du Levant, d'Égypte, de Crète et de Grèce continentale. Elle vient en complément des sources écrites cunéiformes contemporaines, notamment celles du port d'Ougarit, qui fournissent des informations sur les échanges maritimes au Levant,,,.
Dans ce contexte, se remarque notamment une présence croissante de céramiques de type mycénien sur les sites du Levant, où elles semblent appréciées au moins dans une partie de l'élite. Ce phénomène a pu être vu comme un prélude à la venue des Peuples de la Mer, généralement tenus comme originaires du monde égéen. Des marchands auraient donc servi de précurseurs aux invasions, en développant des contacts. Mais dans l'ensemble ces échanges semblent limités et il ne faut pas surévaluer leur importance. De plus une partie de la céramique de type mycénien pourrait en fait plutôt traduire des échanges avec Chypre, où une poterie d'inspiration mycénienne est produite.
Parallèlement à ces circuits d'échanges réguliers, les actes de piraterie sont présents (dans un contexte où les conflits navals entre royaumes sont également courants),. Ils sont notamment attestés par une lettre de la correspondance diplomatique d'Akhenaton retrouvée à Amarna, dans laquelle le roi d'Alashiya (Chypre) répond aux accusations du pharaon de complicité avec les pirates :

« Pourquoi mon frère me parle en ces termes : « Mon frère ne sait-il pas ceci ? » En ce qui me concerne, je n'ai rien fait de la sorte ! En fait les hommes de Lukka, chaque année, s'emparent de villages dans mon propre pays. Mon frère, tu me dis ceci : « Des hommes de ton pays étaient avec eux ». Mon frère, moi-même je ne sais pas s'ils étaient avec eux. S'il y avait des hommes de mon pays, renvoie-les et j'agirai comme bon me semble. »

— EA 38, l. 7-18.
Les responsables de ces actes sont désignés par le roi d'Alashiya comme étant des Lukkas, donc des habitants de la Lycie, dans le Sud-Ouest anatolien. Ils sont manifestement en mesure de mener des raids sur Chypre, mais aussi sur l'Égypte et ses dépendances du sud du Levant. On remarque néanmoins le flou qui demeure, puisque le roi égyptien prétend (à juste titre ?) que des Chypriotes participent à ces raids. Quoi qu'il en soit, dès le milieu du XIVe siècle, l'un des futurs peuples de la mer se fait remarquer sur les lieux mêmes que ravagent un siècle et demi plus tard ces groupes. Les Lukkas sont connus pour être des adversaires des Hittites, après que ceux-ci ont étendu leur domination sur les territoires situés au nord de la Lycie, les pays de l'Arzawa. Malgré leurs apparents succès au cours des campagnes qu'ils y mènent, ils ne sont jamais en mesure de pacifier la région et d'y exercer autre chose qu'une suzeraineté nominale.
Dès la période d'Amarna et les débuts de la XIXe dynastie, un autre des futurs peuples de la mer apparaît dans la documentation égyptienne et proche-orientale : les Shardanes. Une stèle retrouvée à Tanis rapporte que Ramsès II les affronte dans la cinquième année de son règne, alors qu'ils arrivent sur des bateaux par la mer et qu'ils étaient inconnus auparavant en Égypte. Il en engage comme mercenaires dans son armée et ils sont à ses côtés lors de la bataille de Qadesh. Des documents d'Ougarit et de Byblos indiquent que d'autres Shardanes servaient dans les armées de ces royaumes,,. Ces pirates et mercenaires ont donc pu constituer une « avant-garde » disposant d'informations qui vont sans doute être mobilisées au profit de leurs congénères restés dans leur pays d'origine au moment des « invasions ».

## Les attaques en Égypte et ailleurs
Les peuples de la mer mènent deux vagues d'assauts contre le Nord de l'Égypte : une première sous Mérenptah et une seconde sous Ramsès III ; chaque tentative d'invasion se solde par un échec. Ces tentatives s'inscrivent dans une série d'attaques venues de l'extérieur auxquelles font face depuis plusieurs décennies les rois du Nouvel Empire égyptien, impliquant en particulier les Libyens venus du désert occidental, qui se mêlent à l'occasion à d'autres groupes qui semblent venus du monde égéen au sens large. Ces deux tentatives, espacées l'une de l'autre d'une vingtaine d'années, trouvent également des échos dans les régions voisines, notamment par la documentation du Hatti et d'Ougarit. Elles participent à l'effondrement des royaumes du Moyen-Orient à partir du début du XIIe siècle, qui est un phénomène plus large qui ne se limite pas aux attaques des peuples de la mer. La nature et les causes de ces grands bouleversements sont très débattues et les réponses sont loin d'avoir été trouvées tant la documentation est difficile à interpréter. Les origines des peuples de la mer, la nature de leurs mouvements (invasions, migrations ?), les raisons de leurs assauts et leur devenir après ces années-là sont très mal compris, d'autant plus qu'il n'y a probablement pas d'interprétation simple.

### Une première vague?
Une première vague d'attaques semble s'effectuer dans les dernières années du XIIIe siècle. C'est peut-être de cette époque que date l'apparition des peuples de la mer (même s'ils ne sont pas nommés ainsi) en tant qu'entité collective, dans une inscription de Mérenptah à Karnak :

« Le vil chef, le vaincu de la Libye, Meryre, fils de Ded, descend du pays des Tjehenou, avec ses archers […] des Shardanes, des Shekelesh, des Aqwesh, des Lukkas, des Turesh, ayant entraîné l'élite des combattants de son pays. […] Il avait atteint la limite occidentale (de l'Égypte) dans la campagne de Perirê. »

— Inscription de Mérenptah à Karnak.
Elle concerne une campagne militaire ayant eu lieu durant sa cinquième année de règne dans la région du delta du Nil, opposant les troupes égyptiennes à un de leurs adversaires traditionnels dans cette région, les Libyens conduits par leur chef Meryre, mais cette fois-ci ces derniers sont alliés aux peuples de la mer où on retrouve les Shardanes (šrdn en hiéroglyphes) et Lukkas (rk). Les trois autres font leur apparition : les Shekeleshs (škrš), les Aqweshs (aqywš) les Achéens, correspondant aux Ahhiyawas des sources hittites, et les Tereshs (twrš),. Il s'agit en tout cas d'un conflit défensif pour les Égyptiens, attaqués sur leur frontière occidentale. Suivant le texte de Karnak, le combat en lui-même dura six heures, et fut un véritable carnage. Meryre fut contraint à la fuite et ses troupes se débandèrent et furent poursuivies par la charrerie égyptienne qui les massacra. Mais le chef libyen resta libre, vu qu'il s'était assuré le contrôle de plusieurs forteresses à l'ouest qui lui assuraient une retraite aisée. L'inscription donne le total de 6 000 capturés ou tués, dont 2 400 parmi les peuples de la mer, ce qui laisserait supposer qu'ils constituaient environ 3/8e des troupes engagées au combat. Mais la menace principale pour les Égyptiens est constituée par les Libyens.
Il apparaît en effet que ces bandes sont une menace plus importante pour les régions littorales d'Anatolie et du Nord du Levant, dans la sphère hittite, même s'ils ne sont jamais mentionnés explicitement dans les sources du Hatti, alors gouverné par Suppiluliuma II, et d'Ougarit, gouverné par Ammourapi. Une tablette provenant de ce dernier site mentionne ainsi la capture d'un certain Ibnadushu, un personnage important, par les Shekeleshs « qui vivent sur leurs navires », qui sont également actifs dans cette région. Les campagnes menées par les rois hittites sont également des indications de l'instabilité des régions littorales. Tudhaliya IV, père de Suppiluliuma II, a mené des campagnes contre le pays de Lukka, avant de prendre le contrôle d'Alashiya (Chypre) d'après ce que nous raconte un texte du règne de son fils, . Celui-ci indique que Suppiluliuma doit à son tour mener des campagnes à Alashiya, et sans doute aussi dans les pays des Lukkas,. Les conquêtes maritimes, inhabituelles pour les rois hittites qui restent généralement cantonnés aux territoires continentaux, semblent bien plaider en faveur d'une menace importante venant de la mer, qu'il est donc très tentant de relier aux raids des peuples de la mer. La situation semble d'autant plus propice à ce genre d'attaques que les territoires hittites semblent souffrir de mauvaises récoltes liées apparemment à une sécheresse, le ravitaillement de l'Anatolie centrale depuis les régions du Sud étant difficile. Les victoires de Suppiluliuma, conjuguées à celle de Mérenptah, permettent néanmoins de juguler les assauts,.

### RamsèsIIIcontre les peuples de la mer

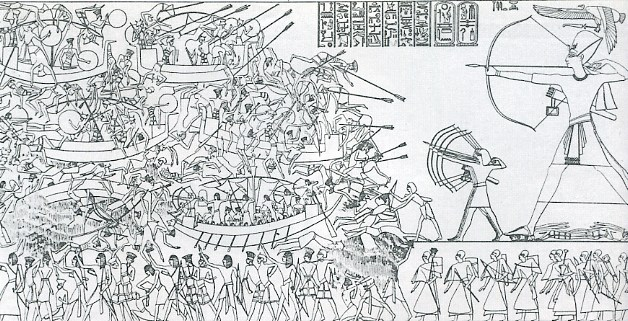
Ramsès III face aux peuples de la mer, d'après un bas-relief de Médinet Habou.

Une vingtaine d'années plus tard, les assauts des peuples de la mer sont plus pressants. Le jeune pharaon Ramsès III doit à son tour les repousser dans la huitième année de son règne, entre des campagnes contre les Libyens qui restent la principale menace au nord de son royaume. Le récit de sa victoire est inscrit et illustré sur les murs du temple de Médinet Habou. Des informations complémentaires sont apportées par le Papyrus Harris, rédigé sous Ramsès IV en l'honneur des accomplissements de son père Ramsès III. L'inscription du temple explique l'origine du conflit par des événements se produisant loin des frontières de l'Égypte :

« Les pays étrangers firent une conspiration dans leurs îles. Tous les pays furent sur le champ frappés et dispersés dans la mêlée. Aucun pays n'avait pu se maintenir devant leurs (les peuples de la mer) bras, depuis le Hatti, Karkemish, Arzawa et Alashiya. Ils ont établi leur camp en un lieu unique, le pays d'Amurru. […] L'ensemble (de ces peuples) comprenait les Peleset, les Tjeker, les Shekelesh, les Denyen et les Weshesh. Tous ces pays étaient unis, leurs mains (étaient) sur les pays jusqu'au cercle de la terre, leurs cœurs étaient confiants et assurés : « Nos desseins réussiront ! » »

— Inscription de Ramsès III à Médinet Habou.
On y retrouve donc les Shekeleshs aux côtés de nouveaux peuples : les Pelesets (pršt) qui sont les Philistins bibliques, les Denyens (dnjn) qui seraient les Danéens/Dananéens (autre nom donné aux Grecs, notamment chez Homère), les Wesheshs (wšš) et Tjekers (ṯkr),,. Si l'on suit la description de Ramsès III, ce nouvel assaut est coordonné comme le précédent, mais sans le commandement libyen, puisqu'il part de l'Amurru (entre la Syrie et le Liban actuels) après avoir ravagé les royaumes du Nord. Il se déroule cette fois-ci dans la partie orientale du delta du Nil, au moins pour la bataille navale. Les descriptions montrent les guerriers accompagnés par leurs familles, ce qui supposerait qu'il s'agit de migrations avec pour but l'implantation dans la région. Les combats se déroulent sur terre mais également sur des bateaux dans les chenaux du delta, les assaillants arrivant en partie par voie maritime. Les conditions des affrontements sont donc difficiles, les Égyptiens engageant des bateaux au combat et de nombreuses troupes au sol, dont de nombreux archers qui sont pratiques pour ce type d'affrontement (les chars et chevaux n'étant pas engagés en raison de la nature du lieu de combat), mais finalement l'affrontement principal se serait joué au corps à corps. La localisation exacte des affrontements terrestres est en revanche débattue : soit ils se sont déroulés à proximité du combat naval, soit plus à l'est sur la côte levantine (notamment au nord de Megiddo). Dans ce second cas, le gros des troupes des peuples de la mer n'aurait donc atteint que le Proche-Orient, où elles auraient été arrêtées, et non pas l'Égypte.

### Les peuples de la mer et les destructions au Levant
Si on suit la proclamation de Ramsès III évoquée ci-dessus, cet assaut prendrait place après (ou pendant) une série d'offensives des peuples de la mer conduisant à la chute des plus puissants royaumes situés au nord : Hatti, Karkemish, Arzawa, Alashiya. Les troupes partant à l'assaut de l'Égypte se seraient d'ailleurs regroupés en Amurru, aux marges de la sphère de domination hittite. La fiabilité de cette proclamation a été discutée, étant donné qu'il s'agit d'un texte de propagande qui a surtout pour but de mettre en valeur la victoire du pharaon et de ses troupes face à des ennemis terribles qui ont fait tomber toutes les autres grandes entités politiques qu'elles ont combattues. Mais le texte s'accorde bien avec toutes les destructions observées sur plusieurs sites du Levant et d'Anatolie qui ont lieu vers les années 1180-1170, liées à la chute de l'empire hittite et de la plupart de ses vassaux syriens, seule Karkemish subsistant au sortir du XIIe siècle (ce qui contredit l'inscription égyptienne qui annonce sa destruction),. Il est néanmoins impossible d'attribuer les destructions continentales, comme celle des cités hittites d'Anatolie centrale, aux peuples de la mer qui ne sont jamais mentionnés dans ces régions. Les assauts des peuples de la mer prennent place dans une crise qui touche tout le Moyen-Orient, et ils n'en sont qu'une manifestation. Il faudrait donc « seulement » leur attribuer les destructions sur le littoral qui ont lieu à cette époque, essentiellement à Chypre et sur les côtes syriennes (Ougarit, Alalakh, Amurru). Les textes d'Ougarit précédant la destruction de la ville sont les plus instructifs sur ces années-là, même s'il est souvent complexe de les dater et de les contextualiser, notamment parce qu'ils ne mentionnent jamais explicitement les adversaires les menaçant. Une lettre du roi Ammourapi d'Ougarit adressée au roi Kushmeshusha d'Alashiya, qui n'a peut-être jamais été expédiée (à moins qu'il ne s'agisse d'un brouillon ou d'une copie d'une lettre envoyée), montre bien l'urgence de la situation :

« Mon père, à présent des bateaux ennemis sont venus. On a incendié des villes à moi, on a fait du vilain dans le pays. Mon père ne sait-il pas que toutes [mes ?] troupes […] sont en Hatti et que tous mes bateaux sont en Lycie ? Ils ne m'ont pas encore rallié et le pays est ainsi abandonné à lui-même. Mon père doit le savoir. À présent, ce sont sept bateaux ennemis qui sont arrivés contre moi et ils nous ont fait du mal. Maintenant, s'il y a d'autres bateaux ennemis, informe-m'en [de quelque] manière, que je le sache. »

— Lettre RS 20.238, 12-36.
Il apparaît donc que le roi hittite Suppiluliuma II a mobilisé les troupes de son vassal, notamment la flotte qui est la force majeure d'Ougarit, dans des combats sur le continent en Anatolie, et par mer en Lycie, terrain privilégié d'affrontements qui sert sans doute de base arrière aux peuples de la mer. Par sa position, le roi d'Alashiya est en mesure de suivre les mouvements des navires adverses qui peuvent aller faire de la rapine sur la côte syrienne (après être passé au travers des forces navales hittites ?), dans lesquels il faut reconnaître des peuples de la mer. D'autres textes indiquent des conflits se déroulant dans la région du Taurus, sans doute suivis par des affrontements dans la région d'Alalakh (au nord d'Ougarit), précédent la destruction d'Ougarit. Les combats ayant lieu en Anatolie, impliquant le roi hittite et sans doute le vice-roi de Karkemish qui supervise la sécurité en Syrie, ne sont pas connus par des textes provenant d'autres sites. Ils ne concernent sans doute pas les peuples de la mer, mais plus vraisemblablements d'autres populations actives à l'intérieur des terres : Gasgas et Phrygiens en Anatolie centrale qui ont sans doute porté le coup de grâce aux Hittites, Araméens et Subriens en Syrie,. Des sites chypriotes sont détruits vers la même époque, ce qui correspondrait bien à ce que les textes d'Ougarit et d’Égypte disent de la situation d'Alashiya, et a donc pu être attribué à des peuples de la mer ou du moins à des migrants venus du monde égéen. Mais cela est discuté car d'autres événements peuvent en avoir été la cause,.
Plus au sud, les ports de Byblos, Sidon et Tyr ont sans doute subi des attaques voire des destructions, mais ils s'en sont remis rapidement. À Canaan il y a certes des destructions de sites à cette période mais leurs causes sont débattues, rien n'indiquant avec certitude qu'elles soient liées à des attaques venues de l'extérieur, d'autres explications étant possibles (destructions accidentelles, conflits internes, rivalités entre cités cananéennes),. Du reste il est probable que le nombre de destructions attribuées aux peuples de la mer soit surévalué. En raison d'une surinterprétation des données archéologiques, il existe une tendance à attribuer la plupart des destructions observées pour les dernières décennies de l'âge du bronze récent à ce moment-là, alors qu'une partie d'entre elles pourraient avoir lieu avant ou après et donc n'avoir aucun rapport avec les peuples de la mer.
Les attaques et les troubles qui les ont suivis ont néanmoins pu précipiter l'effondrement de la domination égyptienne sur le Sud du Levant et peut-être même celui du Nouvel Empire, qui reposait en partie sur ses possessions asiatiques et les richesses qu'elles lui fournissaient.

## Après les assauts: la question des implantations des peuples de la mer

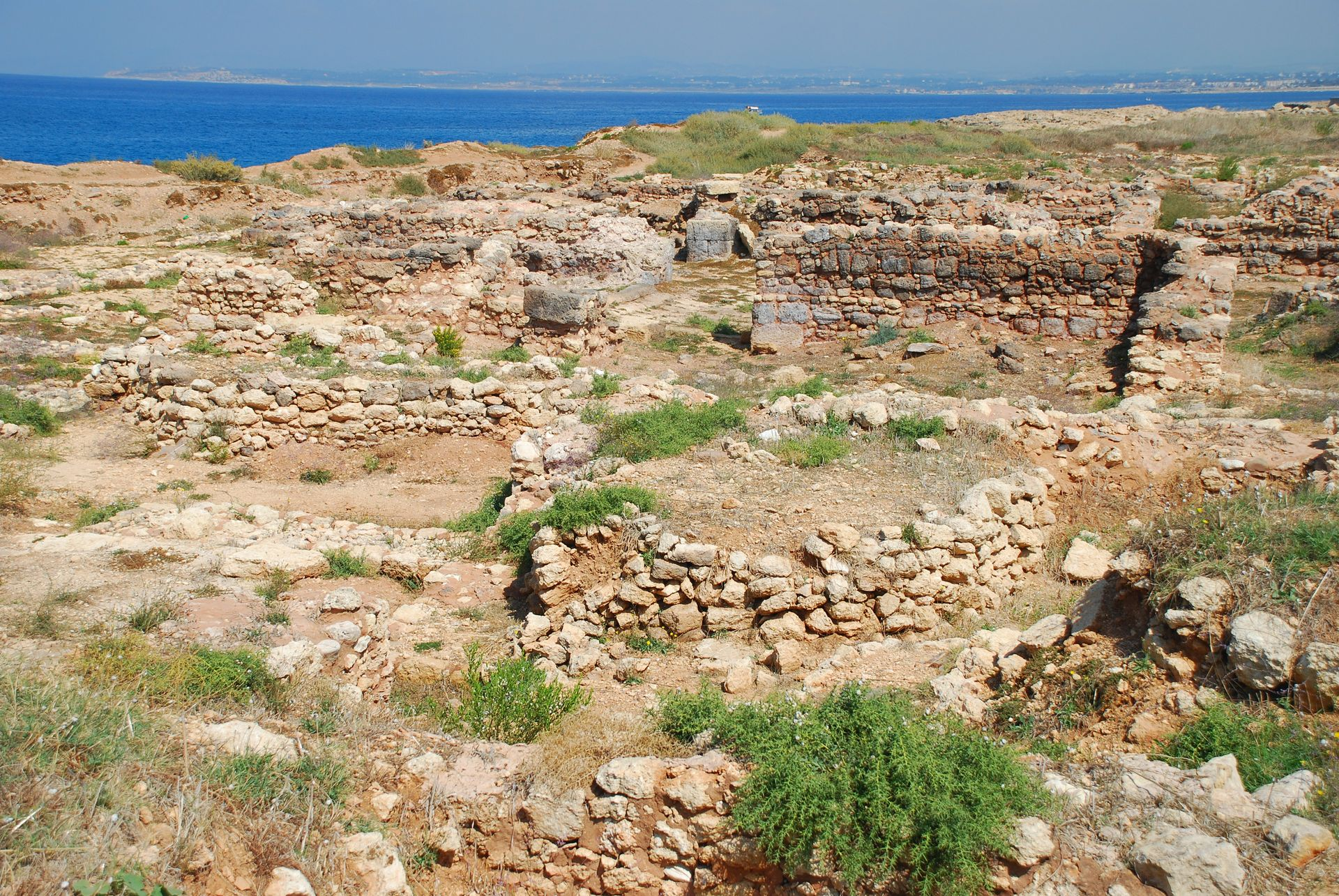
Ruines de la résidence palatiale de Ras Ibn Hani, détruite et réoccupée un temps par un groupe des peuples de la mer.

La situation des régions qui semblent avoir été ravagées par les peuples de la mer après la grande vague d'attaques est documentée par l'archéologie, mais aussi par les textes. Un récit égyptien des alentours de 1100, l’Histoire d'Ounamon, relate l'expédition commerciale d'Ounamon, membre de l'administration du temple d'Amon à Karnak, sur les côtes du Levant en direction de Byblos où il vient acheter du bois pour la barque sacrée du dieu. Sur son chemin, il fait escale à Dor qui est alors tenue par un des peuples de la mer, les Tjekers (appelés škl dans le texte ; certains les ont identifiés aux Shekeleshs). Il y est volé et malmené, mais parvient tout de même à Byblos. Il y est retenu longtemps, notamment à cause de la menace des pirates tjekers qui veulent le tuer et piller sa cargaison. Il parvient ensuite à Alashiya, où il survit grâce à la protection d'une reine locale, la suite du récit n'étant pas conservée. Il semble en ressortir que le commerce a repris dans ces régions, toujours menacées par des actes de piraterie, mais que les cités phéniciennes prospèrent aux côtés d'autres implantations des peuples de la mer. Un autre texte égyptien, l’Onomasticon d'Aménémopé, donne une liste des peuples de Palestine, parmi lesquels se trouvent les Tjekers, les Philistins et les Shardanes qui auraient été cantonnés dans cette région après l'affrontement contre Ramsès III. La présence des Philistins et de leurs ports (Gaza, Ashdod, Ascalon) renvoie aux épisodes de leurs luttes contre les tribus et les rois d'Israël, dans le Livre des Juges et le Premier Livre des Rois.
Ces différentes sources écrites, ainsi que celles des Assyriens et des auteurs classiques qui évoqueront la région quelques siècles plus tard, indiquent qu'un processus de cohabitation, voire de mélange, a lieu entre les Cananéens implantés dans la région depuis longtemps et les peuples de la mer arrivés depuis peu. Cela modifie considérablement le paysage politique et culturel du Levant méridional au début de l'âge du fer. Les fouilles archéologiques des sites de Palestine ont donc cherché à y repérer les territoires occupés par les peuples de la mer, en premier lieu les Philistins, localisés précisément grâce aux sources bibliques, mais aussi les Tjekers, que l'on a tenté de trouver à Tel Dor, et les Shardanes à Tell Akko (Acre). Il a même été avancé que les Denyens seraient les ancêtres de la tribu de Dan. L'identification se fait notamment sur la base d'une céramique d'inspiration mycénienne (mais qui peut être aussi chypriote), qualifiée parfois de « philistine », qui est clairement différente de celle des cultures locales. Cela suit la théorie dominante de l'origine égéenne de ces peuples (voir plus bas), et le fait que l'arrivée des Philistins sur place est le seul phénomène connu que l'on peut avancer pour expliquer l'apparition de cette céramique. Mais elle reste problématique, parce que l'adéquation entre une culture matérielle et un groupe ethnique n'est pas systématique. De plus, la chronologie de la diffusion de cette céramique est débattue : si l'on pense généralement qu'elle concorde bien avec la seconde « invasion » des peuples de la mer, d'autres avancent qu'elle pourrait être plus tardive, soit de la seconde moitié du XIIe siècle. Auquel cas cela indiquerait que les Philistins sont arrivés dans la région plusieurs décennies après l'attaque repoussée par Ramsès III, comme le propose D. Ussishkin.
Dans le Levant central, la situation est différente puisque les peuples de la mer semblent y avoir eu moins d'importance. En tout cas, le principal phénomène y est l'émergence des cités phéniciennes, héritières des royaumes de l'âge du bronze,.
Encore plus au nord, sur le littoral syrien, les peuples de la mer ne se sont apparemment pas maintenus. Un groupe d'entre eux, identifié par une céramique d'inspiration mycénienne, s'est installé sur les ruines de Ras Ibn Hani, un site palatial d'Ougarit, ou à Tell Tweini (en), dans le même royaume. Mais ses traces se perdent ensuite, sans doute du fait d'une fusion rapide avec les populations locales. Le même type de céramique mis au jour à Alalakh témoignerait du même phénomène. Mais ce dernier site est rapidement abandonné au profit du site voisin de Tell Tayinat, qui a également livré un matériel céramique mycénisant. Il devient le centre d'une entité politique, attestée par des inscriptions en hiéroglyphes hittites provenant de ce site mais aussi d'Alep, qui occupe une grande importance dans les problématiques liées aux Peuples de la Mer, puisque son nom peut se lire Palistin (mais aussi Walistin), ce qui rappelle le nom des Philistins, et a fait supposer qu'il s'agissait d'une fondation septentrionale des Peleset/Philistins (une « Philistie du Nord ») qui n'aurait pas connu la postérité de leur implantation au Levant sud. Mais cela est incertain. Après l'effondrement de la fin de l'âge du bronze, la région passe rapidement sous la coupe des Araméens et des dynasties dites « Néo-hittites » (en fait plutôt des Louvites), dont font partie les rois de P/Walistin.
Plus à l'est, l'île de Chypre est profondément bouleversée par les événements du XIIe siècle, puisqu'elle voit arriver une population grecque qui influence fortement la culture locale, un élément de plus en faveur des liens entre les peuples de la mer et le monde égéen.
Enfin, il est souvent proposé que d'autres groupes aient migré plus à l'ouest. Sur la base de la proximité des noms, il a ainsi été proposé que les Shekeleshs soient les ancêtres des Sicules établis en Sicile, et que les Shardanes soient les ancêtres des Sardes et auraient de la même manière donné leur nom à la Sardaigne. En fait, ces propositions ne reposent pas sur des preuves solides (en particulier l'absence de trace archéologique) et ne peuvent être étayées (voir ci-dessous). L'idée selon laquelle les Tereshs seraient les ancêtres des Tyrrhéniens et des Étrusques est encore moins tenable. Il en ressort en tout cas une image hétérogène des peuples de la mer, qui ne peuvent plus vraiment être considérés comme une entité collective après la bataille contre Ramsès III.

## À la recherche d'explications

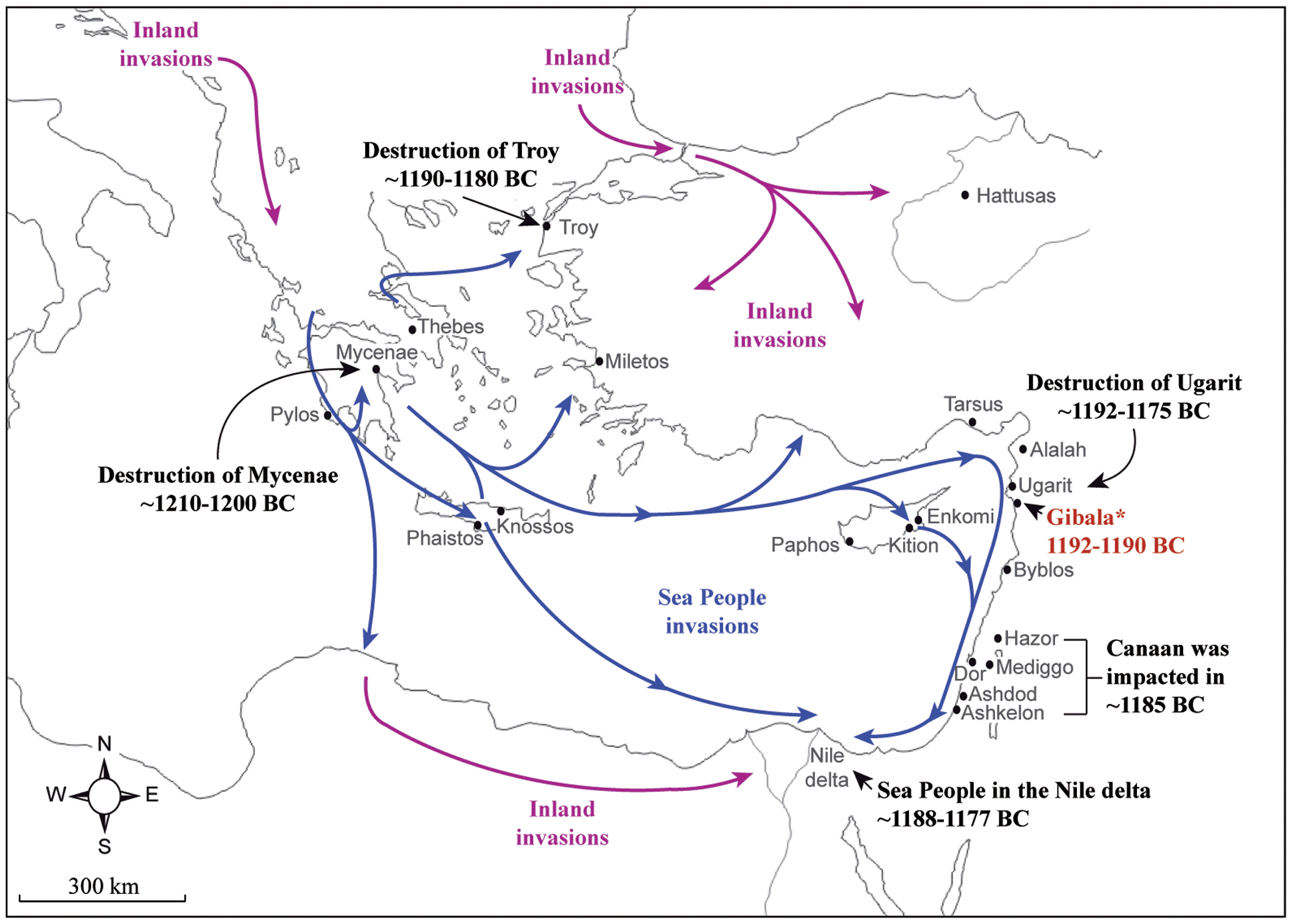
Exemple de carte cherchant à figurer les événements potentiellement attribuables aux peuples de la mer à l'échelle de la Méditerranée orientale en fonction des dates données aux destructions de différents sites, selon D. Kaniewski et al., 2011.

### Origines des peuples de la mer

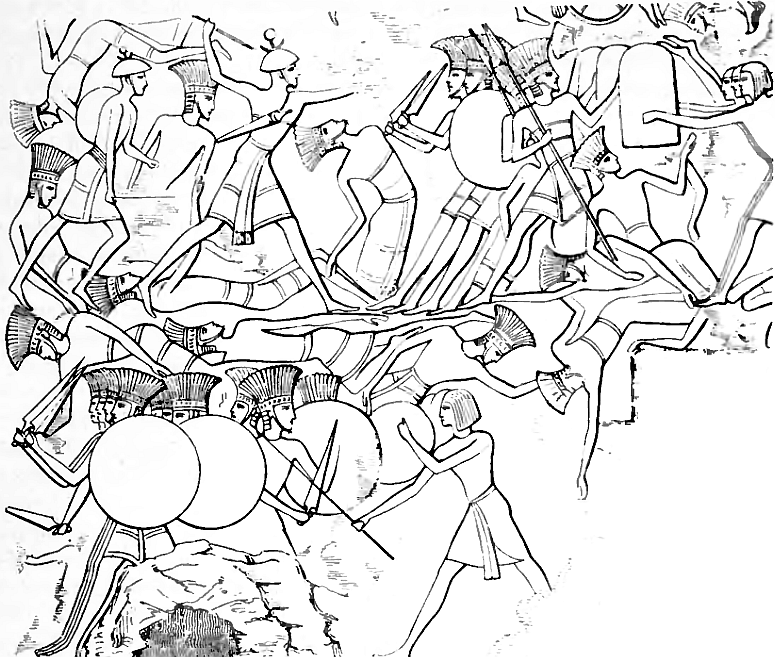
Combattants pelesets et tjekers d'après les bas-reliefs de Médinet Habou, armés de lances et épées.

Parmi les peuples de la mer cités par les pharaons, seuls les Lukkas ont une origine géographique claire : la Lycie, puisqu'ils y sont connus et localisés avant cette époque par les textes hittites. Pour les autres, le doute demeure et il est impossible de savoir d'où ils venaient et s'ils étaient apparentés.
Cela n'empêche pas de nombreuses propositions d'avoir été formulées. Elles reposent avant tout sur des extrapolations faites à partir de leurs noms, ou du moins de la lecture des hiéroglyphes (qui ne comprennent pas de voyelles, ce qui rend l'exercice incertain). On a tenté de les relier avec des noms ethniques ou géographiques (régions ou lieux) connus par d'autres textes antiques, contemporains ou non. C'est le cas des Aqweshs, que l'on identifie aux Achéens en acceptant qu'ils correspondent aussi aux Ahhiyawas, et qui viendraient donc de Grèce continentale.
Pour d'autres en revanche, le lien a été fait entre le nom des peuples et leur région d'arrivée. Ainsi les Shekeleshs sont reliés aux Sicules de Sicile, les Shardanes aux Sardes de Sardaigne, les Pelesets aux Philistins de Palestine. Dans ces cas, ce seraient les régions où ils se sont installés auxquelles ils auraient donné leurs noms. C'est à peu près assuré pour les Pelesets / Philistins et la Philistie / Palestine. R. Drews a cependant proposé que ces peuples viennent des régions auxquelles leurs noms renverraient, mais ce n'est généralement pas accepté.
Les régions d'origine des autres peuples ont fait l'objet de propositions diverses, en partant des similitudes phonétiques : ainsi il a été proposé que les Denyens viendraient de Cilicie, ou  d'une région de Canaan, ou encore qu'ils correspondraient aux Danéens homériques et seraient donc originaires d'Argolide en Grèce ; les Tereshs viendraient de Troade, région également proposée comme l'origine des Wesheshs (par proximité avec Wilusa) ; les Shardanes sont peut-être originaires de Syrie du Nord.
Il est également courant de rechercher l'origine des peuples de la mer, ou au moins de certains d'entre eux, dans les îles du monde égéen et les régions littorales de l'Asie Mineure,. L'inscription de Médinet Habou a ainsi été interprétée comme les faisant venir des îles de la mer Égée. Le livre d'Amos, rédigé au plus tôt dans la première moitié du VIIIe siècle, donc près de quatre siècles après les faits, dit que les Philistins sont originaires de Caphtor / Keftiu, la Crète.
On considère que les populations qui arrivent à Chypre à cette époque sont grecques et qu'il se produit par la suite un « métissage » entre elles et les populations autochtones. Pour celles qui s'installent au Levant, des indices plaident en faveur d'une même origine géographique. En effet, comme cela a été évoqué, on trouve de la céramique ressemblant à celle des dernières phases de la civilisation mycénienne, l'Helladique récent IIIC (HR IIIC), sur les sites côtiers, et notamment ceux du sud du Levant, pour les périodes suivant les mouvements des peuples de la mer (et immédiatement après la destruction à Ras Ibn Hani).
Néanmoins, cette identification par la céramique pose certains problèmes, entre autres parce que des formes rappelant celles de l'Helladique récent IIIC se retrouvent en plus grande quantité à Chypre. L'île est donc un très bon candidat pour l'origine de cette influence égéenne au Levant, car elle sert traditionnellement de relais entre les deux régions. De plus, ce type de céramique est isolé, dans un répertoire dominé par des types d'origine ou d'inspiration chypriote plus assurée et d'autres liés à des évolutions locales levantines. Également, on ne retrouve aucun des autres marqueurs des élites de la civilisation mycénienne (sceaux, tombes à tholos, habitats fortifiés) en Méditerranée orientale. Les domaines de la culture matérielle du sud du Levant qui trahissent des influences extérieures au moment de l'installation des Philistins témoignent du reste d'influences plus diverses qu'on ne l'a longtemps considéré : pas seulement de type mycénien, elles ont aussi un profil chypriote, crétois, anatolien, ce qui pourrait plaider pour l'implantation de groupes ayant un profil de « pirates », un amalgame de personnes de diverses origines.

### Nature des déplacements des peuples de la mer

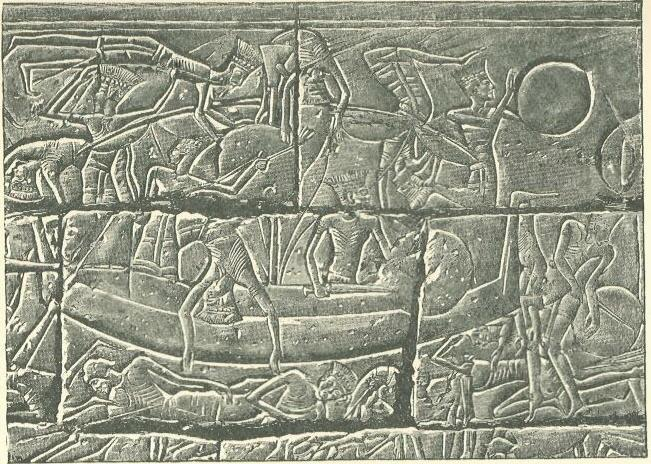
Combattants pelesets sur un bateau, d'après un bas-relief de Médinet Habou.

Les mouvements des peuples de la mer ont été longtemps assimilés à des invasions violentes, selon le modèle (aujourd'hui dépassé) des « invasions barbares » de l'Europe du IIIe siècle de notre ère. Ramsès III les présente comme un groupe uni, conspirant de concert depuis leurs îles et ravageant sans pitié tous les pays qu'ils peuvent atteindre. En réalité, cette vision d'un groupe cohérent ne semble pas coller à la réalité : les peuples de la mer ont des origines diverses et leurs mouvements semblent peu organisés. Selon T. Bryce, ils seraient constitués de bandes de maraudeurs agissant généralement indépendamment mais pouvant s'unir ponctuellement pour des opérations mieux organisées, avec l'hégémonie des Libyens sous Mérenptah. On a proposé de voir dans les Philistins s’implantant en Canaan des bandes de pirates d'origines variées, unis et conduits par des chefs charismatiques, dont le titre retranscrit dans la Bible, seren, pourrait dériver du louvite tarwanis, « seigneur ».
Mais il est possible qu'au moins une partie d'entre eux ait aussi cherché une nouvelle patrie pour s'établir. Selon Eric Cline, les Peuples de la mer « pourraient avoir été autant victimes qu'oppresseurs » dans le contexte des bouleversements de l'époque, des « réfugiés » en quête d'« un nouveau départ sur une nouvelle terre. » La présence de femmes et d'enfants sur les reliefs égyptiens semble plaider en faveur d'une telle interprétation, qui paraît avérée au moins pour le cas des Pelesets/Philistins. Mais l'étude des sites archéologiques de Palestine aux périodes de leur établissement semble indiquer qu'ils n'ont pas été nombreux à s'y installer, les entités politiques qu'ils forment étant alors peuplées surtout de Cananéens dominés par des élites philistines. Le processus semble du reste avoir été au moins en partie pacifique, également opportuniste en profitant du vide politique de la région, ce qui semble de nature à remettre en cause son interprétation comme un phénomène essentiellement violent et destructeur.
Dans ces conditions, les évaluations du nombre de migrants s'installant à Canaan sur cette période (possiblement en plusieurs vagues) est débattu : certains estiment que cela concerne 25 000 à 50 000 personnes, ce qui est jugé peu, alors que d'autres comme A. Killebrew envisagent une véritable vague de colonisation étalée sur plusieurs décennies.

### Causes des déplacements des peuples de la mer
Il a également été tenté de trouver des explications pour la raison des mouvements des peuples de la mer. Les facteurs incitatifs (les « pull factors »), poussant les populations hors de leurs territoires, sont discutés. La recherche de rapine semble avoir motivé les déplacements. Selon R. Drews, les peuples de la mer sont des groupes de pillards venus pour faire du butin en Méditerranée orientale, avant de retourner dans leurs pays. Leur efficacité serait due à leurs techniques militaires, reposant sur l'infanterie et l'utilisation d'armes comme les javelines et les épées longues, qui auraient mis fin au système militaire des royaumes proche-orientaux reposant sur les chars.
Les facteurs répulsifs (« push factors ») ont aussi probablement joué un rôle : à la fin de l'âge du bronze, les régions égéennes et ouest-anatoliennes d'où semblent venir les peuples de la mer connaissent de grands bouleversements qui peuvent avoir des causes climatiques (la sédimentologie indique des sécheresses prolongées alternant avec des pluies diluviennes, d'où perte probable des récoltes et turbidité de la mer réduisant les prises de pêche), volcaniques (les dépôts de tephras anéantissant les ressources habituelles) ou les deux. Ces bouleversements, qui se traduisent par la destruction généralisée des sites de la civilisation mycénienne et la disparition radicale de celle-ci en quelques décennies, n'ont rien à envier à ceux de l'Anatolie centrale, de la Syrie et du Levant. Il est difficile de ne pas voir un lien entre les deux, surtout si les peuples de la mer sont issus du premier et jouent un rôle dans le second. Les perturbations environnementales peuvent être aussi à l'origine des « invasions doriennes » dans les Balkans, entraînant à leur tour, par « effet domino », des vagues migratoires depuis les territoires où ils arrivent, dont celles des peuples de la mer (encore une fois c'est le modèle des « invasions barbares »). Mais la réalité des phénomènes migratoires dans le monde égéen n'est pas démontrée, de même que l'origine externe de l'effondrement du monde mycénien (qui semble plus être bouleversé par des mutations internes), et du reste la question de savoir si ces mutations se produisent avant ou après les assauts des peuples de la mer est loin d'être réglée. Les textes hittites sembleraient bien indiquer une détérioration de la situation dans l'Anatolie occidentale, dont des parties restent insoumises au pouvoir hittite et hors de sa portée, notamment celles où agit l'Ahhiyawa.

### Les peuples de la mer et l'effondrement de l'âge du bronze
Les questions autour des mouvements des peuples de la mer ne peuvent être dissociées de celles autour de l'« effondrement » des civilisations du bronze récent : les Hittites en Anatolie centrale, les cités syriennes, les cités de la Grèce mycénienne, et aussi de façon moins radicale le Sud du Levant, la Haute Mésopotamie puis la Basse Mésopotamie, et à un degré encore moindre l'Égypte. Les « barbares » que sont les peuples de la mer jouent un rôle majeur dans les scénarios traditionnels (depuis l'époque de Gaston Maspero), qui postulent des destructions généralisées. Un rôle similaire est attribué à d'autres envahisseurs, sorte de contrepartie continentale des peuples de la mer : les Araméens, qui causent également des troubles en Syrie et en Mésopotamie peu après. Les nouveaux venus phrygiens ainsi que les Gasgas, implantés depuis longtemps en Anatolie, ont pu jouer un rôle dans la chute du Hatti.
Il est pourtant avancé que d'autres forces ont probablement joué dans ces bouleversements qui se déroulent en quelques décennies. Les « barbares » n'auraient fait alors qu'achever le travail de sape à l'œuvre sous l'effet de forces internes aux royaumes en crise, tandis qu'ils sont eux-mêmes en partie victimes de ces troubles (au moins dans leurs régions d'origine) qui incitent leurs mouvements : de cause de la crise, les peuples de la mer en deviennent aussi une conséquence. Des explications peu réalistes sont à écarter, comme d'importants tremblements de terre ayant affaibli les cités syriennes et le Hatti. Une explication couramment avancée est celle d'une sécheresse qui aurait provoqué des famines récurrentes dans les dernières années de l'hégémonie hittite sur l'Anatolie et la Syrie, et également en Grèce. D'autres explications se sont orientées vers des facteurs internes, une crise « systémique » touchant les différents systèmes politiques et économiques du bronze récent, par exemple des tensions sociales croissantes en Syrie et au Levant. Tout un faisceau de causes peut donc être avancé et doit sans doute être combiné, sans doute de manière différente selon les lieux. Le rôle des peuples de la mer dans cet effondrement est donc relativisé (notamment parce qu'on leur attribue moins de destructions que par le passé), sans pour autant être totalement invalidé,,.

## Culture populaire
- Les peuples de la mer sont présentes dans la série télévisée Eyes of Wakanda en tant qu'antagonistes dirigés par des soldats Wakandais renégats[94],[95].